# Старатєль (Нижньогородська область)
Старатєль (рос. Старатель) — селище в Лисковському районі Нижньогородської області Російської Федерації.
Населення становить 0 осіб. Входить до складу муніципального утворення Берендеєвська сільрада.

## Історія
Від 2009 року входить до складу муніципального утворення Берендеєвська сільрада.

## Населення
| 2002 | 2010 |
| ---- | ---- |
| 7    | ↘0   |